# Patrick Alexander
Patrick Alexander (1926 – 1997) è stato uno scrittore e sceneggiatore britannico autore di romanzi gialli.

## Biografia
Nato nel 1926 e morto nel 1997, nel corso della sua vita ha viaggiato di frequente in Russia e Europa occidentale in qualità di giornalista.
Autore di sceneggiature per il cinema e la televisione e di romanzi, nel 1976 ha esordito nella narrativa gialla con Contratto in nero, vincitore del CWA New Blood Dagger e trasposto in pellicola nel 1981.

## Opere principali

### Romanzi
- Contratto in nero (Death of a Thin-Skinned Animal, 1976), Milano, Mondadori, Segretissimo N.719, 1977
- Show Me a Hero (1979)
- Soldato dall'altra parte (Soldier On the Other Side, 1983), Milano, Mondadori, Segretissimo N.1018, 1985
- Ryfka (1988)

## Filmografia parziale

### Sceneggiature
- Studio One (1948)
- The Condemned (1956)
- Der Verdammte (1957)
- Passaporto per l'inferno (Passport to Shame), regia di Alvin Rakoff (1958)
- De Veroordeelde (1959)
- Riviera Police - serie TV, 2 episodi (1965)

### Soggetti
- Joss il professionista (Le professionnel), regia di Georges Lautner (1981)

## Premi e riconoscimenti
- CWA New Blood Dagger: 1976 vincitore con Contratto in nero